# Вуалевый телескоп
Вуалевый телескоп (вариететная форма) — одна из искусственно культивированных декоративных пород аквариумной «золотой рыбки» (лат. Carassius gibelio forma auratus (Bloch, 1782)) с большими глазами — как у телескопа, и пышным хвостом — как у вуалехвоста.

## История происхождения
Бесчешуйчатый вуалехвостый телескоп получен в результате скрещивания китайского бесчешуйчатого телескопа с коротким хвостом и вуалехвоста. Эту породу рыбок можно назвать просто телескопом, поскольку он является современной комбинацией наиболее интересных особенностей золотой рыбки — телескопа: элегантных и грациозных плавников, яркой многоцветной окраски и поражающей гротескности драконообразных выпученных глаз. Длина и форма плавников телескопа несколько уступают плавникам вуалехвоста, а окраска — окраске шубункина. Величина глаз не уступает величине глаз китайского короткохвостого телескопа.

## Описание
Короткое яйцеобразное тело, все плавники удлиненные, хвостовой плавник раздвоенной вуалевой формы. Примечательным признаком всех вуалехвостых телескопов являются их сильно раздутые и расширенные глаза с цилиндрическим глазным яблоком. Форма и величина глаз не всегда симметрична: иногда только один глаз «телескопический», а другой нормальный. Наибольшего великолепия достигают к 3-6 годам.